# 勃蘭特灣
勃蘭特灣（英語：Brandt Cove），是南極洲的海灣，位於南喬治亞島，處於拉森港以北2公里的德里加爾斯基港南部，由英國南極名稱諮詢委員會命名，現時由英國海外領土管轄。